# Smoot (unité)

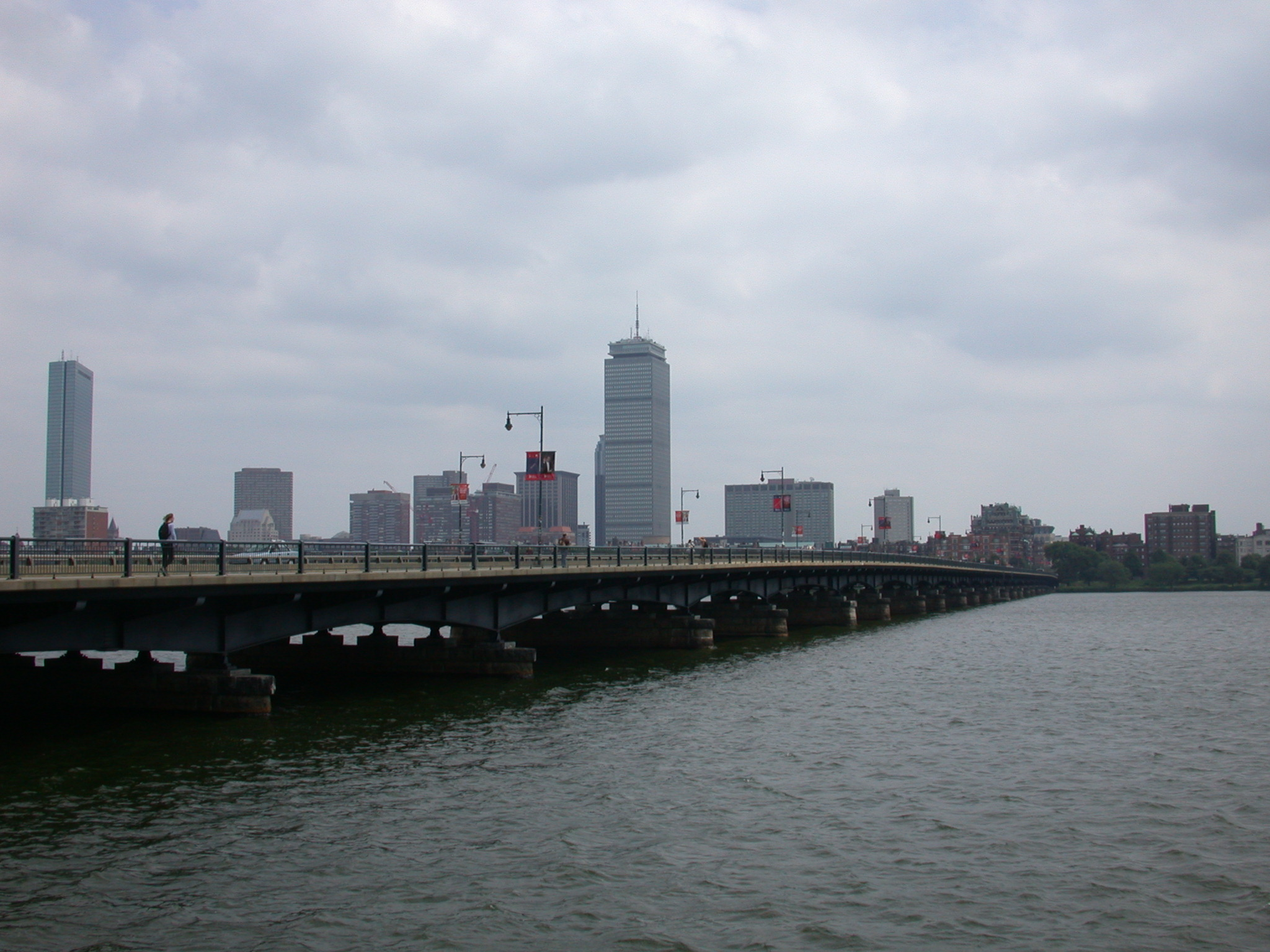
Vue du Harvard Bridge, en regardant vers Boston.

Le smoot est une unité de longueur inhabituelle, créée de façon humoristique par des étudiants du MIT. Elle porte le nom d'Oliver R. Smoot, un étudiant de l'université, qui s'allongea en octobre 1958 sur le Harvard Bridge reliant Boston à Cambridge, au Massachusetts, et fut utilisé par ses camarades pour mesurer la longueur du pont.

## Description
Un smoot est égal à la taille d'Oliver Smoot au moment de la mesure, soit cinq pieds sept pouces, c'est-à-dire à peu près 1,701 8 m.
La longueur du pont, lors de la mesure en 1958, s'est révélée être égale à 364,4 smoot (620,1 m) plus ou moins une oreille (cette valeur exprimant l'incertitude de la mesure).

## Histoire

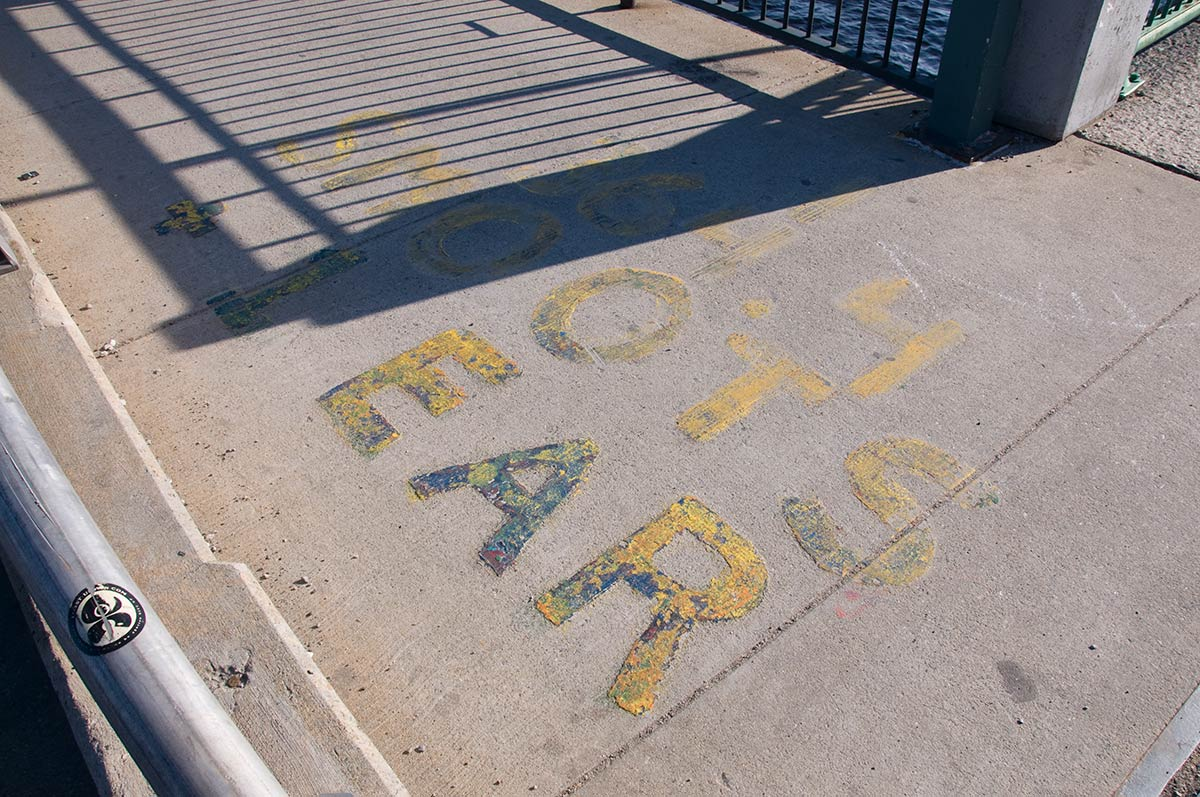
Inscription peinte sur le sol du pont à son extrémité : « 364.4 smoots + 1 ear ».

L'origine de l'unité de mesure remonte à un bizutage lors de l'intégration de la fraternité Lambda Chi Alpha. Pour mettre en application son caractère d'unité de mesure, Oliver Smoot s'allongeait de façon répétitive sur le pont, laissait ses compagnons marquer sa position à la craie ou à la peinture, puis se levait avant de recommencer. Au bout du compte, l'exercice l'épuisa et il fut porté par la suite par ses compagnons à chaque nouvelle position,.
Oliver Smoot termina ses études au MIT en 1962, devint avocat, puis plus tard président de l'American National Standards Institute et de l'Organisation internationale de normalisation. Le cinquantième anniversaire de la mesure fut célébré au MIT le 4 octobre 2008, comme Smoot Celebration Day.

## Utilisation

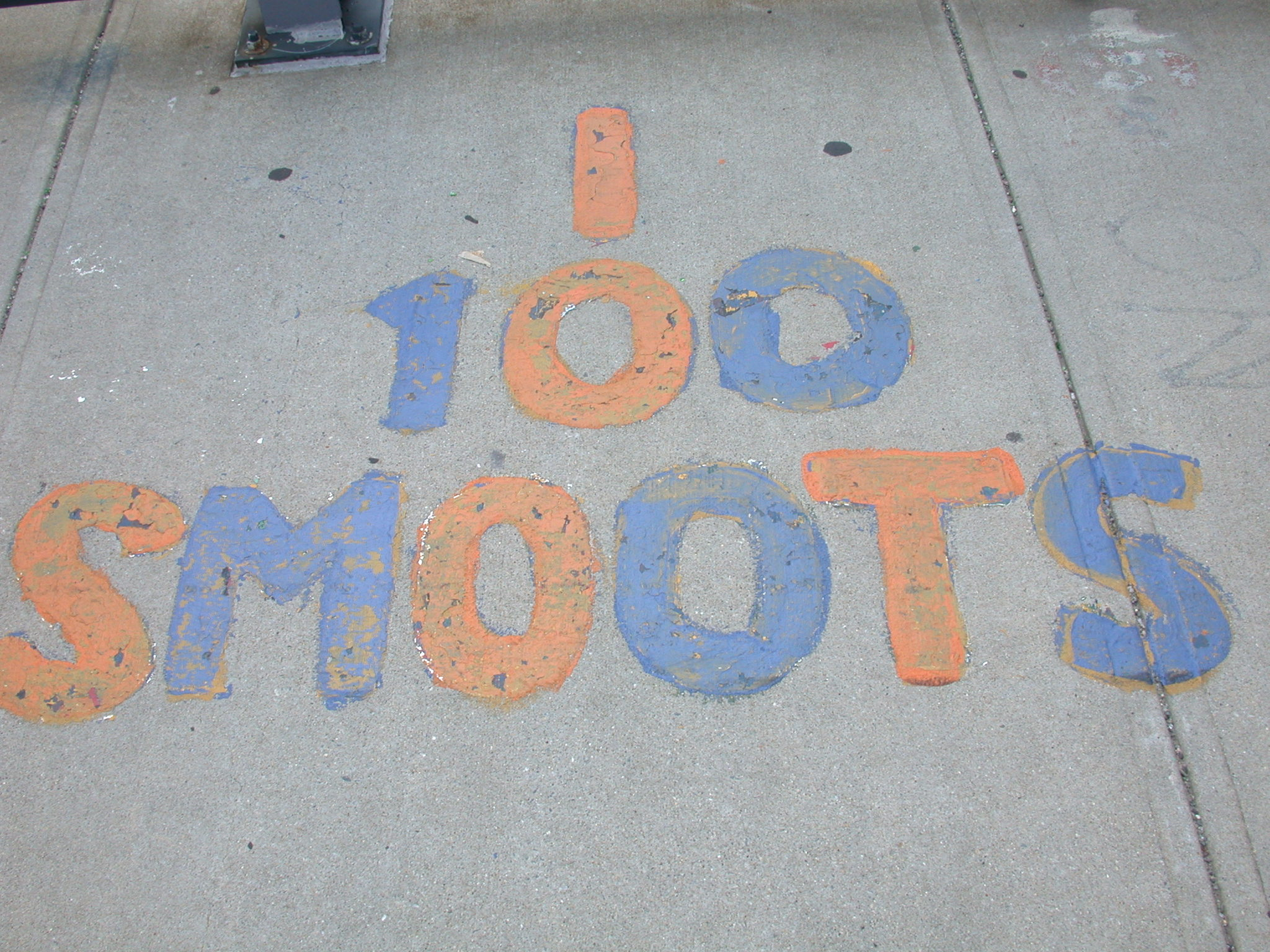
La marque de 100 smoots.

Le pont porte toujours les marques de peinture indiquant le nombre de smoots depuis le début du trottoir depuis la rive bostonnienne. Elles sont repeintes tous les semestres par les futures membres associés de Lambda Chi Alpha. Typiquement, elles apparaissent tous les 10 smoots, mais d'autres marques intermédiaires peuvent également être indiquées. Par exemple, la marque de 70 smoots est omise en faveur de celle de 69 smoots et est accompagnée du mot « Heaven » (« Paradis »). La marque 182,2 smoots est accompagnée des mots « Halfway to Hell » (« à mi-chemin vers l'Enfer ») et d'une flèche pointant vers le MIT.
Les marques sont bien acceptées par le public, au point que, durant les rénovations du pont pendant les années 1980, le département de police de Cambridge demanda qu'elles fussent maintenues, car elles étaient devenues utiles pour identifier l'endroit des accidents sur le pont. Les rénovateurs du pont allèrent encore plus loin en cotant la surface de béton du trottoir du pont à intervalles de 5 pieds 7 pouces, au lieu des six pieds conventionnels.
La calculatrice Google incorpore le smoot, qu'il considère exactement égal à 67 pouces, soit 1,701 8 m. Google utilise également le smoot comme unité de mesure optionnelle dans Google Earth.